# RoboCop (film 2014)
RoboCop è un film del 2014 diretto da José Padilha.
Il film è il remake dell'omonimo film del 1987. Tra gli interpreti principali figurano Joel Kinnaman, Gary Oldman, Michael Keaton, Samuel L. Jackson e Abbie Cornish.

## Trama
Nell'anno 2028 la multinazionale OmniCorp è leader nel settore della tecnologia robotica, e grazie ai loro robot di pattuglia come ED-209 e i poliziotti androidi EM-208 ha permesso agli Stati Uniti d'America di vincere numerose guerre in cui sono stati coinvolti; non può tuttavia vendere i propri prodotti nel mercato civile, sia a causa dell'opinione pubblica, contraria all'uso di robot come forza di polizia, sia per il Dreyfus Act che lo proibisce esplicitamente. Per poterlo aggirare, il leader della OmniCorp Raymond Sellars chiede al suo team per il marketing, e in collaborazione con lo scienziato Dennett Norton, di progettare un nuovo prodotto, combinando uomo e macchina, da usare come tutore della legge, sperando così di convincere il pubblico della bontà dell'idea, puntando sul fatto che all'interno della macchina c'è comunque un uomo.
Nel frattempo Alex Murphy, un onesto agente di polizia, marito fedele e padre devoto, è impegnato nel debellare la crescente criminalità di Detroit. Purtroppo Murphy rimane gravemente ferito e tenuto a stento in vita in seguito a un'autobomba a opera di un gruppo di poliziotti corrotti sul libro paga del gangster e trafficante di droga Antoine Vallon. Il dottor Norton sceglie Murphy come ideale candidato per il programma RoboCop, dopo aver avuto il consenso da parte della moglie del poliziotto, Clara Murphy. Tutto il corpo di Murphy, eccetto la testa, gran parte della spina dorsale, la mano destra, il cuore e i polmoni, viene sostituito da protesi cibernetiche e gli viene innestato nel cervello un software per l'identificazione istantanea di fuorilegge, direttamente collegato ai computer della polizia. Inizialmente Murphy rifiuta questo suo nuovo stato di esistenza, ma Norton lo incoraggia a essere forte per sua moglie e suo figlio.
L'esperto nelle armi pesanti Rick Mattox è inizialmente scettico e irriverente nei confronti di RoboCop, affermando ai colleghi di essere convinto che egli sia efficiente quanto un EM-208 qualsiasi. Al fine di migliorare le potenzialità di Murphy, Norton gli manomette l'impianto cerebrale, facendogli credere che le sue tecniche di pacificazione e di combattimento siano decisioni spontanee, quando in realtà si tratta di programmi predefiniti, che il suo cervello si limita a eseguire. Mentre si prepara per una conferenza stampa, a Murphy vengono scaricati nel cervello gli aggiornamenti del database della polizia, ma l'agente viene colto da un tumultuoso flashback circa l'attentato alla sua vita che lo ha ridotto a un cyborg. Messo di fretta dai colleghi di Sellars, il Dr. Norton modifica il cervello di Murphy diminuendogli i livelli di dopamina pur di interrompere lo shock emotivo in corso. Sotto controllo e senza mostrare emozioni, RoboCop si esibisce al pubblico ignorando sua moglie e suo figlio che lo attendevano. Durante la conferenza RoboCop dà dimostrazione delle sue capacità scovando un criminale che si nascondeva nella folla. Nel giro di poco tempo RoboCop diventa una celebrità locale e i suoi sforzi fanno calare il livello di criminalità a Detroit.
La moglie Clara, alla quale la OmniCorp ha sempre impedito di visitare Murphy, riesce a confrontarsi con il marito parandosi sulla sua strada, e cerca di farlo tornare in sé raccontandogli dei traumi psicologici che affliggono il loro figlio dalla notte dell'incidente. RoboCop prosegue sulla sua strada, ma l'inconscia personalità di Murphy prevale sulla programmazione, così si mette a investigare sul proprio tentato assassinio, giungendo sulle tracce del criminale Antoine Vallon. Assetato di vendetta, RoboCop raggiunge la fabbrica di droga di Vallon e uccide brutalmente lui e i suoi uomini al termine di una sparatoria. Seguendo indizi ulteriori, RoboCop risale anche ai poliziotti corrotti che hanno piazzato l'autobomba e scopre che Karen Dean, il Capo della polizia di Detroit, è alleata del criminale. Prima che RoboCop riesca ad arrestarli, Mattox gli disattiva le funzioni motorie e cerebrali con un comando a distanza. Sellars decide di girare la vicenda a suo vantaggio, riportando alla stampa che RoboCop ha arrestato dei colleghi, sollevando dubbi sulla polizia a favore dei suoi droidi che, diversamente dai poliziotti umani, sono incorruttibili. Dopo un voto a maggioranza del Senato, il Dreyfus Act viene abrogato.
Sellars, non avendo più bisogno di Murphy e impaurito dal fatto che sia capace di resistere alla programmazione, ordina a Mattox di eliminarlo durante la sua riparazione e inganna Clara dicendole che il marito ha perso la vita. Fingendo di allearsi con Sellars, il dottor Norton riesce a infiltrarsi nei laboratori OmniCorp in tempo prima dell'arrivo di Mattox, e spiega a RoboCop tutta la faccenda. Sentendosi tradito da Sellars, Murphy decide di andare a ucciderlo. RoboCop giunge al quartier generale della OmniCorp, facendosi strada affrontando numerose unità ED-209. Rimasto danneggiato dallo scontro con i droidi, Murphy sta per essere distrutto da Mattox, in possesso di un dispositivo che impedisce a RoboCop di attaccarlo, ma viene colpito alle spalle da Jack Lewis, ex-collega di Murphy, giunto ad aiutarlo con un gruppo di poliziotti onesti. RoboCop raggiunge il tetto dell'edificio, dove Sellars intende scappare in elicottero e tiene in ostaggio Clara e suo figlio David. Dotato di un dispositivo anti-arresto come Mattox, Sellars minaccia di sparare in testa a Murphy e di uccidere la sua famiglia. Murphy riesce ad aggirare con grande sforzo il dispositivo di protezione di Sellars, e un istante prima che venga colpito alla testa riesce a ucciderlo, per poi collassare a terra sotto gli occhi disperati di Clara e David.
Nel finale del film la compagnia madre dell'OmniCorp, la OCP, prende possesso di RoboCop e del settore in seguito alla conferma del presidente degli Stati Uniti sul Dreyfus Act dopo la testimonianza di Norton, il quale ha rivelato tutti gli affari criminosi compiuti da Sellars e dai suoi colleghi. Murphy viene rianimato e riparato nel laboratorio di Norton, per poi accogliere Clara e David quando vengono a fargli visita.

## Produzione

### Sviluppo
Verso la fine del 2005 la Screen Gems annunciò l'intenzione di realizzare un remake di RoboCop, ma dopo nemmeno un anno il progetto non si concretizzò. Nel marzo 2008 la MGM, attraverso un comunicato stampa, annuncia il progetto di realizzare un reboot del franchise. Successivamente viene presentato un teaser poster che riportava l'intenzione di distribuire il film del 2010.
Nel luglio 2008 Darren Aronofsky e David Self furono originariamente assunti, rispettivamente, per dirigere e scrivere il film. La data di uscita fu posticipata al 2011. Nel gennaio del 2010 il progetto entrò in fase di stallo a causa di problemi finanziari della MGM e di varie divergenze creative con il regista, incentrate principalmente sulla possibilità di girare il film in 3-D, tecnica poco incline ad Aronofsky. Nel luglio 2010 Darren Aronofsky abbandona ufficialmente il progetto.
Nel marzo 2011 viene annunciato che il regista brasiliano José Padilha è stato assunto per dirigere il reboot, al posto di Aronofsky, grazie al successo commerciale dei suoi film Tropa de Elite - Gli squadroni della morte e Tropa de Elite 2 - Il nemico è un altro. Sempre a marzo 2011 Josh Zetumer viene ingaggiato per scrivere lo script del film.

### Pre-produzione
Nell'aprile 2011 la MGM puntava ad affidare il ruolo di Alex Murphy, alias RoboCop, ad attori già affermati come Tom Cruise, Keanu Reeves e Johnny Depp. Nel giugno 2011, durante il Licensing International Expo di Las Vegas, viene diffuso del materiale promozionale per presentare il riavvio del franchise, previsto per il 2013. In seguito viene assunto lo sceneggiatore Nick Schenk per riscrivere da capo lo script.
Per il ruolo del protagonista furono presi in considerazione vari attori; come Michael Fassbender (prima scelta di Padilha), Chris Pine, Matthias Schoenaerts e Russell Crowe. Infine il ruolo principale fu assegnato all'attore svedese Joel Kinnaman, reso celebre dalla serie televisiva The Killing. Nel marzo 2012 fu annunciata la data d'uscita del film, il 9 agosto 2013.
Intanto continua il casting, Hugh Laurie viene ingaggiato per il ruolo del cattivo, l'amministratore delegato della Omni Corp, ma successivamente abbandona il progetto. Clive Owen fu considerato per sostituire Laurie, ma la parte fu assegnata a Michael Keaton. Al cast si aggiungono Gary Oldman, Samuel L. Jackson e Abbie Cornish. Tra le curiosità legate al cast vi è la presenza di Douglas Urbanski nel ruolo del sindaco di Detroit, Urbanski non è un attore professionista ma noto produttore e socio d'affari di Gary Oldman.

### Riprese
Dopo una lunga e travagliata pre-produzione, le riprese del film iniziano ufficialmente il 15 settembre 2012 a Toronto, e in altre località dell'Ontario.

## Promozione
Il primo trailer ufficiale del film viene distribuito online il 5 settembre 2013. Alcune scene e i trailer erano già stati mostrati in anteprima al San Diego Comic-Con International il 19 luglio 2013. Il teaser trailer italiano è stato invece diffuso online il 10 ottobre 2013.

## Distribuzione
La pellicola è stata distribuita nelle sale cinematografiche italiane a partire dal 6 febbraio 2014, mentre nei cinema statunitensi e britannici a partire dal 7 febbraio 2014. Inizialmente la distribuzione era prevista per il 9 agosto 2013.

## Riconoscimenti
- 2015 - Young Artist Awards[27]
  - Miglior performance in un film - Giovane attore non protagonista a John Paul Ruttan

## Curiosità
Alcuni personaggi - come confermato dal regista - sono ispirati o meglio omaggiano, tanto nei nomi scelti quanto nelle idee espresse, alcune persone reali, specialmente vari filosofi importanti nel dibattito contemporaneo in filosofia della mente e nell'intelligenza artificiale.
Il personaggio del Dr. Dennett Norton, ad esempio, è chiaramente ispirato al filosofo americano riduzionista Daniel Dennett, difensore dell'intelligenza artificiale,  il quale ritiene inesistente qualunque forma di coscienza che vada al di là dell'elaborazione dell'informazione attuata dal cervello o da altri sistemi fisici computazionali. Per Dennett, dunque - e lo stesso vale per la sua controparte nel film - così come un cervello organico, anche un sistema inorganico come un computer digitale potrebbe, in teoria, essere conscio, purché elabori l'informazione in modo adeguato.
Il senatore Hubert Dreyfuss - personaggio scettico dei potenziali dell'intelligenza artificiale - è invece ispirato al filosofo Hubert Dreyfus, il quale scrisse vari saggi, tra cui Che cosa non possono fare i computer, in cui oppose obiezioni radicali all'intelligenza artificiale interrogandosi criticamente sui suoi limiti.
Raymond Sellars, il magnate della OmniCorp e principale antagonista del film, è invece ispirato, almeno nel nome, al filosofo Wilfrid Sellars, anche se il collegamento tra il personaggio del film e il pensiero filosofico di Sellars non è stato ancora esplicitato e non è chiaramente comprensibile.